# مساواة اقتصادية
المساواة الاقتصادية هي حالة من حالات الأمور الاقتصادية التي تشير إلى وصول المجتمع لمرحلة مساواة المداخيل أو الأوضاع الاقتصادية.